# Kinga Lohr
Kinga Lohr (* 11. September 1969 in Târgu Mureș) ist eine aus Rumänien stammende deutsche Tischtennisspielerin. Sie ist deutsche Meisterin im Doppel.

## Jugend
In ihrer Jugend trat Lohr international für Rumänien auf. So wurde sie 1984 und 1987 zusammen mit Otilia Bădescu Jugend-Europameister im Doppel. 1987 holte sie zudem den Titel mit der rumänischen Mannschaft. Im Einzel erreichte sie 1985 das Halbfinale.

## Erwachsene
Lohr gewann 1988 mit Otilia Bădescu die rumänische Doppelmeisterschaft. Als sie 1988 einen Ausreiseantrag stellte, wurde sie im rumänischen Nationalkader nicht mehr berücksichtigt. 1990 übersiedelte sie nach Deutschland und schloss sich den Reinickendorfer Füchsen an. Mitte 1991 erhielt sie die deutsche Staatsbürgerschaft. Im gleichen Jahr wechselte sie zur Spvg Steinhagen. Mit dessen Damenmannschaft wurde sie auf Anhieb in der Saison 1991/92 Deutscher Meister. Dieser Titel wurde in den folgenden zwei Jahren verteidigt. Zudem siegte das Team 1992/93 im Europapokal.
Mit dem Erlangen der deutschen Staatsbürgerschaft war Lohr für die Nationalen Deutschen Meisterschaften startberechtigt. Nach zwei Vizemeisterschaften im Doppel, 1992 mit Olga Nemes und 1993 mit Cornelia Faltermaier, gelang 1995 der Titelgewinn im Doppel mit Olga Nemes. 1993 erreichte sie mit Viktor Vetturelli im Mixed das Halbfinale.
Als Steinhagen 1994 seine Profimannschaften auflöste, verließ Lohr den Verein und schloss sich dem Kieler TTK an. Nach ihrer Heirat Mitte der 1990er Jahre trat sie unter dem Namen Kinga Miklos auf. 1996 wechselte sie zum  TTFC Burgwedel. 1997/98 spielte sie beim SC Bayer 05 Uerdingen, mit dessen Damenteam sie im ETTU Cup bis ins Endspiel kam.
Später kehrte sie wieder zum TTFC Burgwedel und zum Kieler TTK zurück.

## Privat
Lohr ist von Beruf Kosmetikerin. Mitte der 1990er Jahre heiratete sie Zoltan Miklos, der mit Hannover Flyers in der zweiten Basketballliga spielte.

## Turnierergebnisse
| Verband | Veranstaltung                         | Jahr | Ort       | Land | Einzel     | Doppel | Mixed | Team |
| ------- | ------------------------------------- | ---- | --------- | ---- | ---------- | ------ | ----- | ---- |
| ROU     | Balkan Meisterschaft                  | 1987 | Constanza | ROU  | Halbfinale | Silber | Gold  |      |
| ROU     | Balkan Meisterschaft                  | 1985 | Pleven    | BUL  |            | Silber |       |      |
| ROU     | Jugend-Europameisterschaft (Kadetten) | 1984 | Linz      | AUT  |            | Gold   |       |      |
| ROU     | Jugend-Europameisterschaft (Junioren) | 1987 | Athen     | GRE  |            | Gold   |       | 1    |
| ROU     | Jugend-Europameisterschaft (Junioren) | 1985 | Den Haag  | NED  | Halbfinale |        |       |      |